# Folie Folie
Pour plus de détails, voir Fiche technique et Distribution.
Folie Folie (Movie Movie) est un film américain réalisé par Stanley Donen, sorti en 1978.

## Fiche technique
- Titre original : Movie Movie
- Titre français : Folie Folie
- Réalisation : Stanley Donen
- Scénario : Larry Gelbart et Sheldon Keller
- Musique : Ralph Burns
- Montage : George Hively
- Production : Stanley Donen, Martin Starger
- Pays d'origine :  États-Unis
- Format : Couleurs - Mono
- Genre : Musical, comédie
- Durée : 105 minutes
- Date de sortie : 1978
- Affiche : Bill Gold (États-Unis)

## Distribution
- George C. Scott : Gloves Malloy / Spats Baxter
- Trish Van Devere : Betsy McGuire / Isobel Stuart
- Red Buttons : Peanuts / Jinks Murphy
- Eli Wallach : Vince Marlow / Pop
- Harry Hamlin : Joey Popchik
- Ann Reinking : Troubles Moran
- Jocelyn Brando : Mama Popchik / Mme Updike
- Michael Kidd : Pop Popchik
- Kathleen Beller : Angie Popchik
- Barry Bostwick : Johnny Danko / Dick Cummings
- Art Carney : Dr Blaine / Dr Bowers
- Charles Lane : Juge / Mr Pennington
- Chuck Hicks : Hood
- Barbara Harris : Trixie Lane
- Barney Martin : Flic à moto
- Maidie Norman : Gussie

## Récompenses et nominations
- Nomination au Golden Globe de la révélation masculine de l'année 1979 pour Harry Hamlin